# My Favorite Things
My Favorite Things från 1961 är ett jazzalbum med John Coltrane. Det är det första gången som Coltrane spelar sopransaxofon på skiva. Inspelningen blev en kommersiell framgång genom singeln My Favorite Things från 1961.
1998 tilldelades albumet en Grammy Hall of Fame Award.

## Låtlista
1. My Favorite Things (Richard Rodgers/Oscar Hammerstein) – 13:44
2. Everytime We Say Goodbye (Cole Porter) – 5:42
3. Summertime (George Gershwin/Ira Gershwin/DuBose Heyward) – 11:34
4. But Not for Me (George Gershwin/Ira Gershwin) – 9:35

Bonusspår på cd-utgåvan från 1998
1. My Favorite Things, Part 1 [A-sidan från singeln] – 2:45
2. My Favorite Things, Part 2 [B-sidan från singeln] – 3:02

## Inspelningsdata
Inspelad i Atlantic Studios, New York
21 oktober 1960 (spår 1)
24 oktober 1960 (spår 3)
26 oktober 1960 (spår 2, 4)

## Musiker
- John Coltrane – sopransax (spår 1, 2, 5, 6), tenorsax (spår 3, 4)
- McCoy Tyner – piano
- Steve Davis – bas
- Elvin Jones – trummor